# Вишнівчик (Тернопільський район)
Вишні́вчик — село в Україні, у Золотниківській сільській громаді Тернопільського району Тернопільської області. Адміністративний центр колишньої Вишнівчицької сільської ради, якій підпорядковувався хутір Вишеньки (проживає 24 особи) Хутір Маківка приєднаний до села. Від вересня 2015 року село ввійшло до складу Золотниківської сільської громади. Розташоване в західній частині району на березі річки Стрипа. Є сусіднім селом відомої Зарваниці. Населення — 670 осіб (2003 рік).

## Населення

### Мова
Розподіл населення за рідною мовою за даними перепису 2001 року:
| Мова       | Кількість | Відсоток |
| ---------- | --------- | -------- |
| українська | 625       | 99.68%   |
| російська  | 2         | 0.32%    |
| Усього     | 627       | 100%     |

## Історія
Раніше спільно із нинішнім селом Зарваницею входили до складу одного населеного пункту під назвою Зарваниця.
Перша писемна згадка — 1564 р.
У 1602 році Вишнівчик отримав магдебурзьке право.
У 1657 році поблизу містечка сталася військова катастрофа трансильванського війська — його знищило кримсько-татарське.
У 19 столітті в містечку були церква, костел, двокласна школа, повітовий суд, нотаріат, пошта, аптека, ґуральня, млин, станиця жандармерії. У 1850—1919 рр. Вишнівчик був осідком повітового суду (судовий повіт Вишнівчик включав 17 сільських громад, входив до складу Підгаєцького політичного повіту). Від 1907 року на загальних виборах до Австрійського парламенту Вишнівчик увійшов до 60 сільського двомандатного округу (Бучач, Підгайці, Монастириська, Вишнівчик). Від цього округу послами стали публіцист В'ячеслав Будзиновський і львівський адвокат, уродженець Бучача д-р Генрик Ґабль (його заступником — доктор Лонгин Цегельський).
У середині 19 століття місцева громада (ґміна) мала власну символіку: печатку з зображенням селянина, що йде за плугом, і написом польською мовою: PIECZĘĆ GROMADY WSI WISNIOWCZYKA (печатка громади села Вишнівчика).
За переписом 1900 року до гміни (самоврядної громади) Вишнівчик, крім власне Вишнівчика, входили села Голодівка (121 будинок, 833 мешканці) і Колонія (15 будинків, 122 мешканці) та хутори Леонівка (3 будинки, 17 мешканців) і Вишеньки (1 будинок, 2 мешканці), загалом були 341 будинок і 2363 мешканці (1079 греко-католиків, 859 римо-католиків і 425 юдеїв).
Після 1919 р. Вишнівчик утратив статус містечка.
З 1934 до 1939 року Вишнівчик був адміністративним центром ґміни Вишнівчик.
До 1939 р. діяли українські товариства «Просвіта», «Сокіл», «Січ», «Союз українок».
На 1.01.1939 тут проживало 1960 мешканців, з них 940 українців-грекокатоликів, 860 українців-римокатоликів, 45 поляків, 100 євреїв і 15 осіб інших національностей, а у присілку Вишеньки проживало 300 мешканців, з них 180 українців-грекокатоликів і 120 українців-римокатоликів.
12 червня 2020 року, відповідно до розпорядження Кабінету Міністрів України № 724-р «Про визначення адміністративних центрів та затвердження територій територіальних громад Тернопільської області» увійшло до складу Золотниківської сільської громади.
19 липня 2020 року, в результаті адміністративно-територіальної реформи та ліквідації Теребовлянського району, село увійшло до складу Тернопільського району.

## Пам'ятки

Церква Різдва Пресвятої Богородиці у Вишнівчику

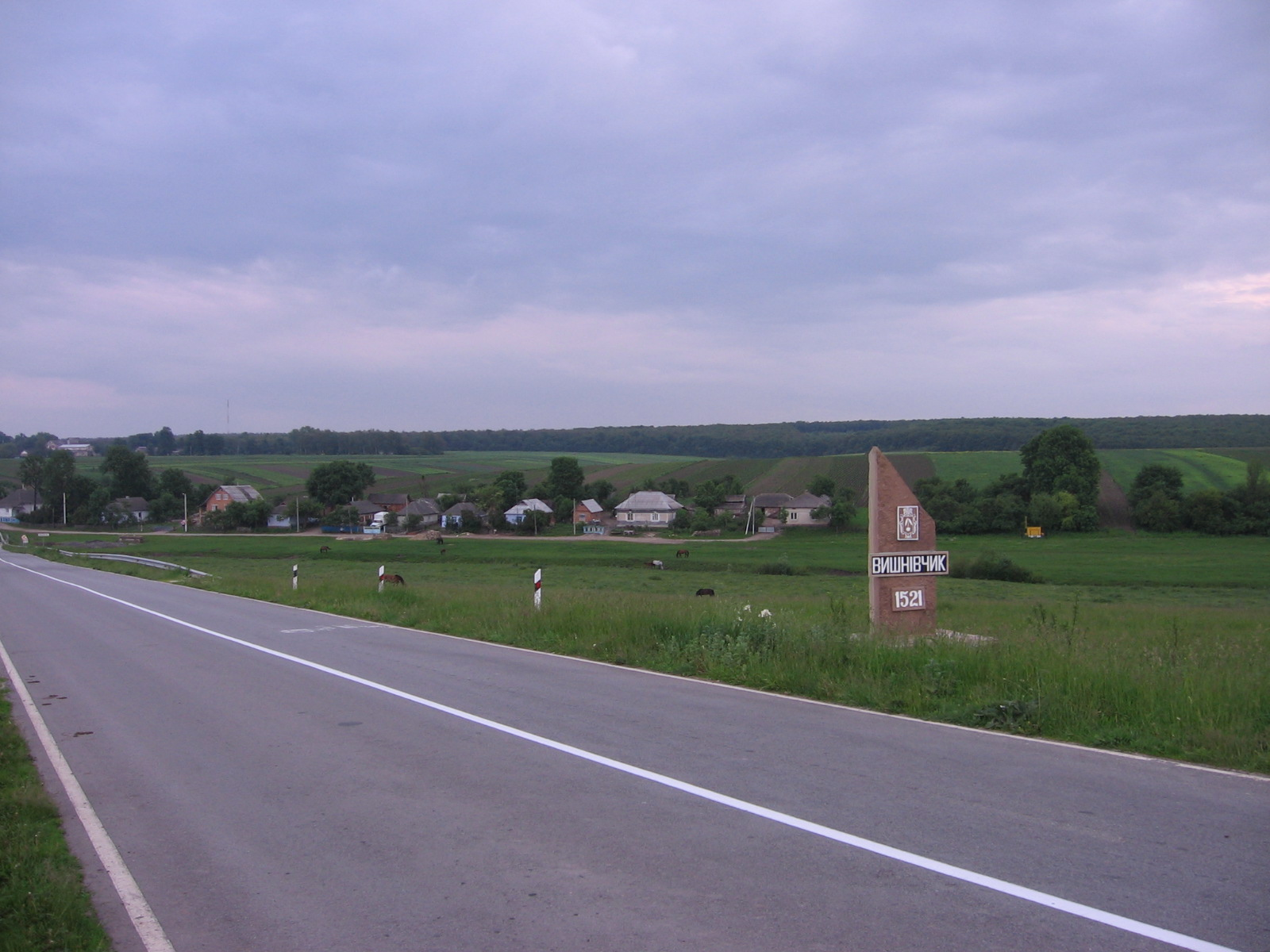
В'їзд у Вишнівчик

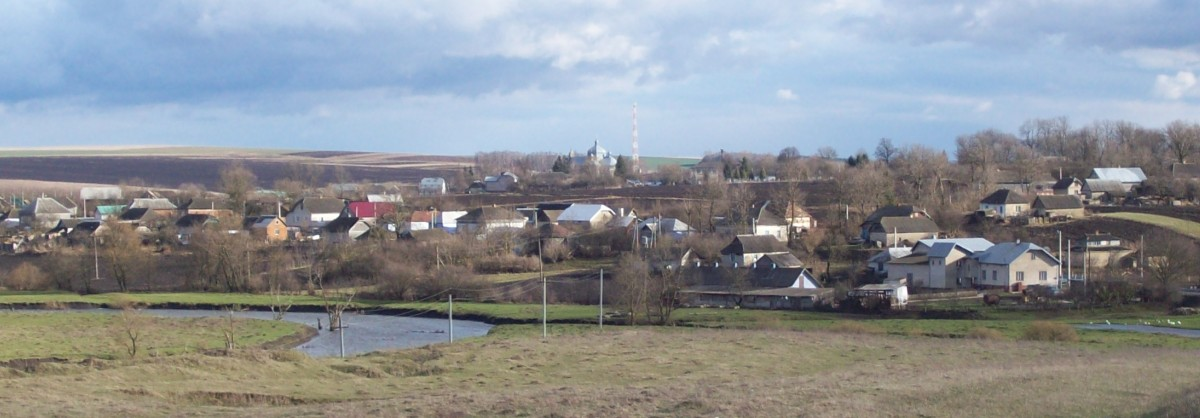
Панорама Вишнівчика

Є церква Різдва Пресвятої Богородиці (колишній костел Внебовзяття Пресвятої Діви Марії, перед цим дерев'яний, дарчу для якого (фундуш) 8 травня 1737 року підписали дідичі Міхал Александер Солтик і його дружина Юзефа з Маковецьких, потім — мурований, фундований, зокрема, княгинею Марцеліною Чорторийською, власниками маєтків у Доброполі Юзефом Охоцьким і Зефірином Охоцьким — у Зарваниці, посвячений у 1869 (1861[джерело?]), закінчений у 1871, переданий греко-католикам 1991-го; реконструйовано 1992; кам'яна), жіночий монастир Покрови Пресвятої Богородиці ЧСВВ (відновлено 1993), 2002 року розпочали спорудження будинку молоді Тернопільсько-Зборівської єпархії УГКЦ.
Встановлено кам'яний хрест на честь скасування панщини (1848; відновлено 1993), пам'ятник воїнам-односельцям, полеглим у німецько-радянській війні (1967), споруджена могила з каменю на місці масового поховання (108 осіб) вояків УПА (2002), насипана символічна могила воякам УПА (1995).

## Соціальна сфера
У Вишнівчику є: загальноосвітня школа І-ІІІ ступенів, клуб, бібліотека, дошкільний заклад, аптека, амбулаторія, відділення зв'язку, АТС, ветдільниця, 4 торговельні заклади.

## Відомі люди

### Народилися
- Генріх Шенкер — австрійський музикознавець,
- Марселла Сембріх — польська оперна співачка.

### Пов'язані з Вишнівчиком
- навчався кардинал Йосиф Сліпий.
- проживав Питак Володимир Теодорович — український військовик, учасник російсько-української війни[15].

## Галерея

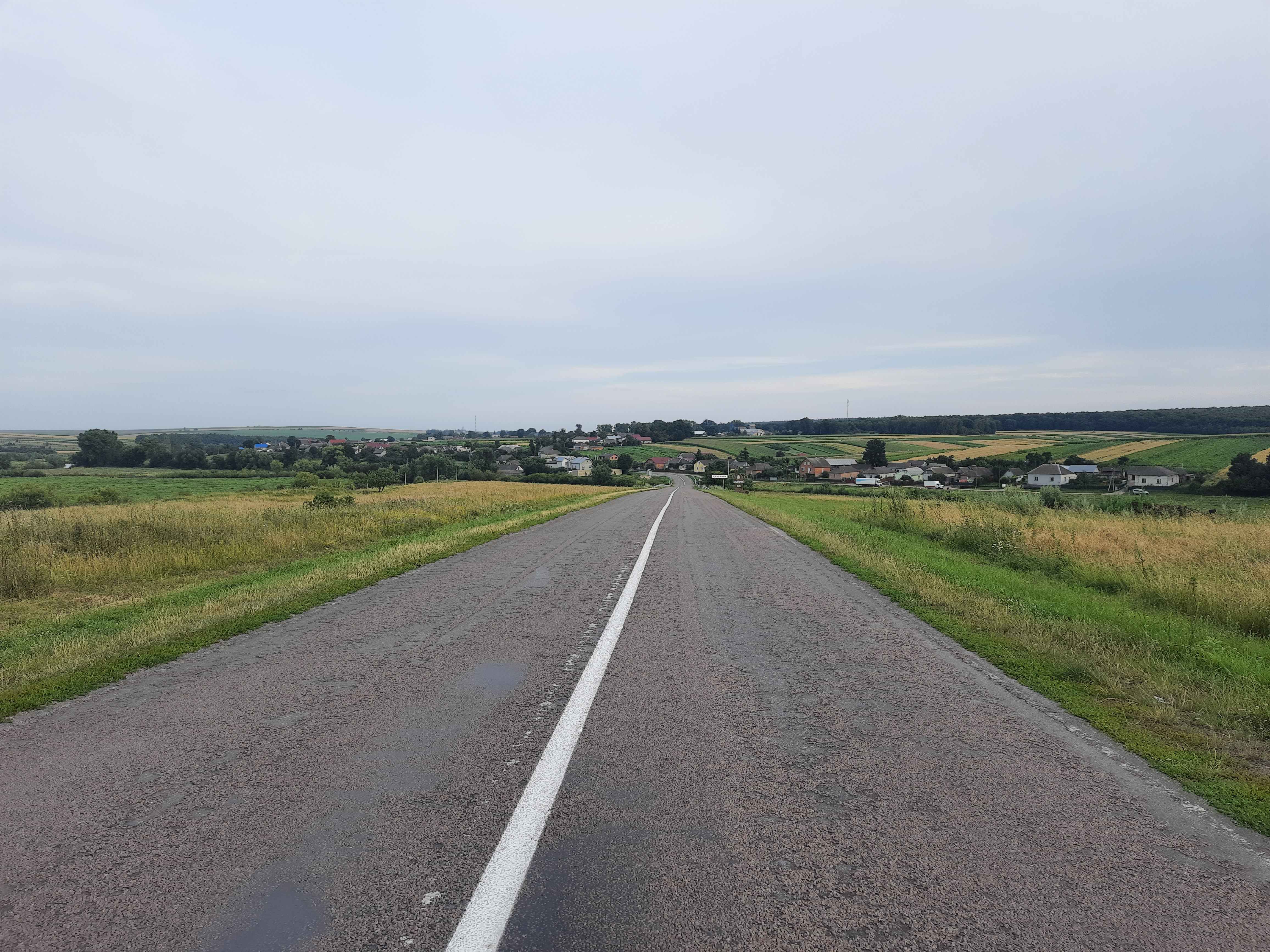
Дорога на село
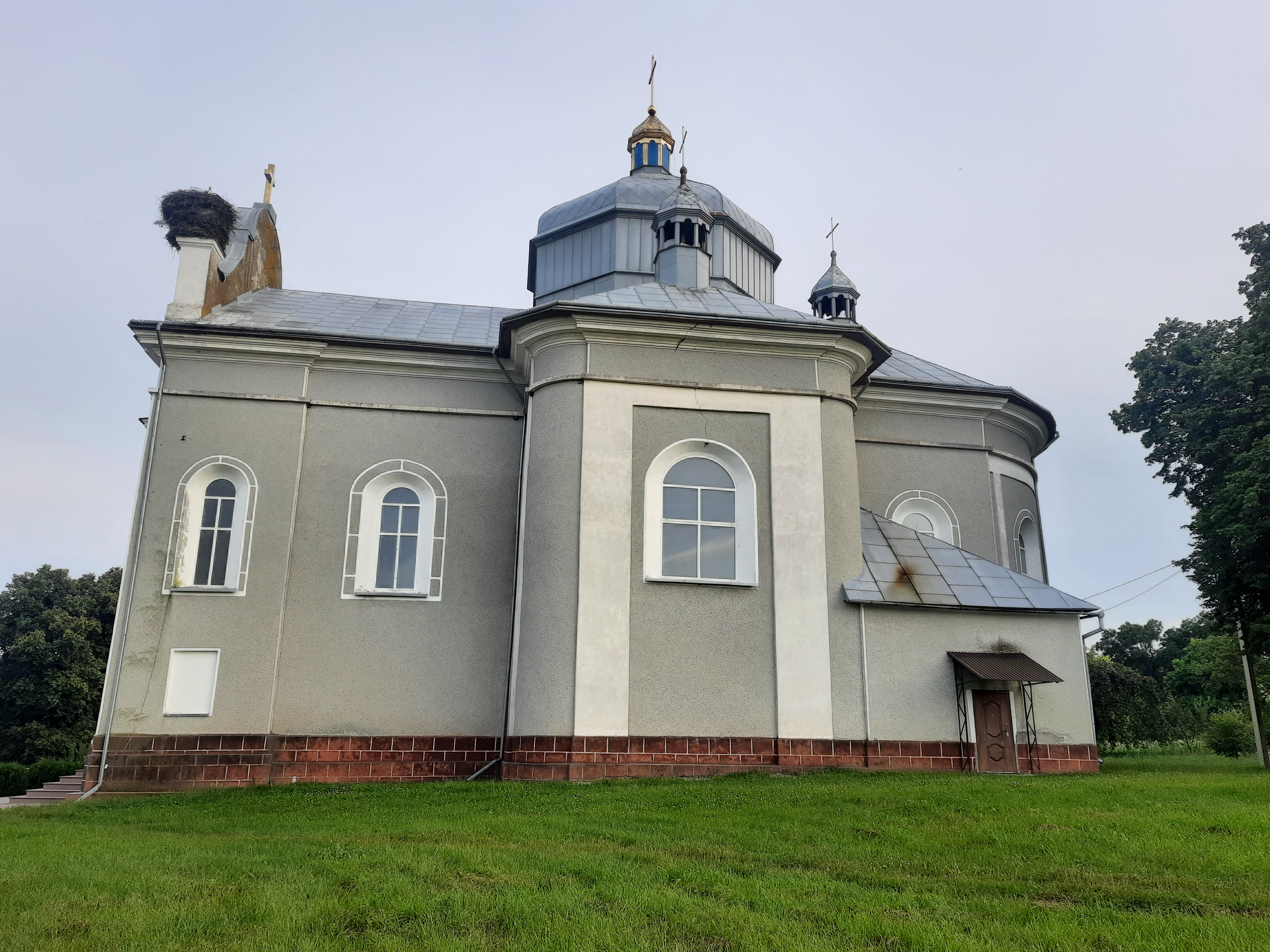
Церква Різдва Пресвятої Богородиці
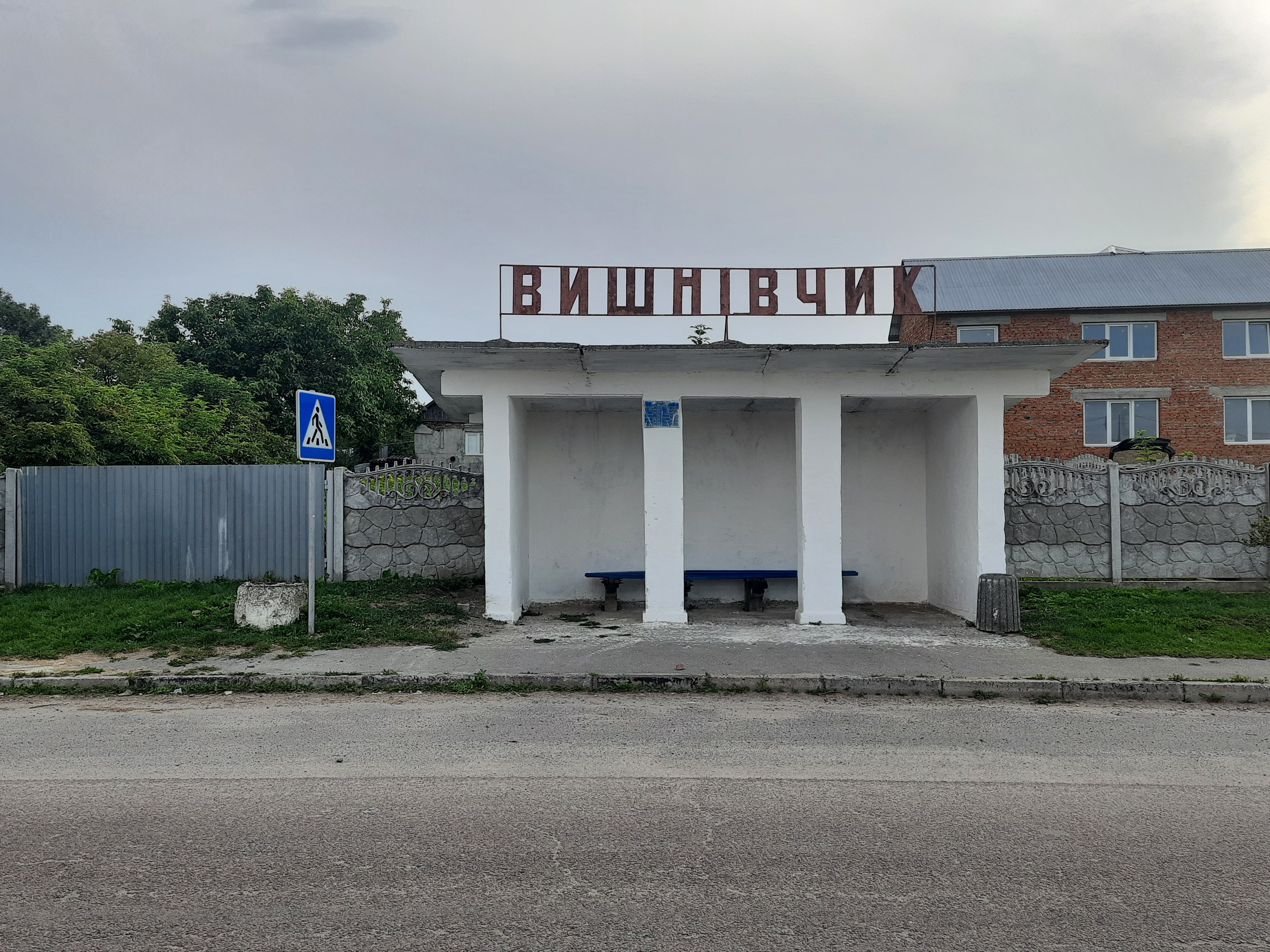
Автобусна зупинка
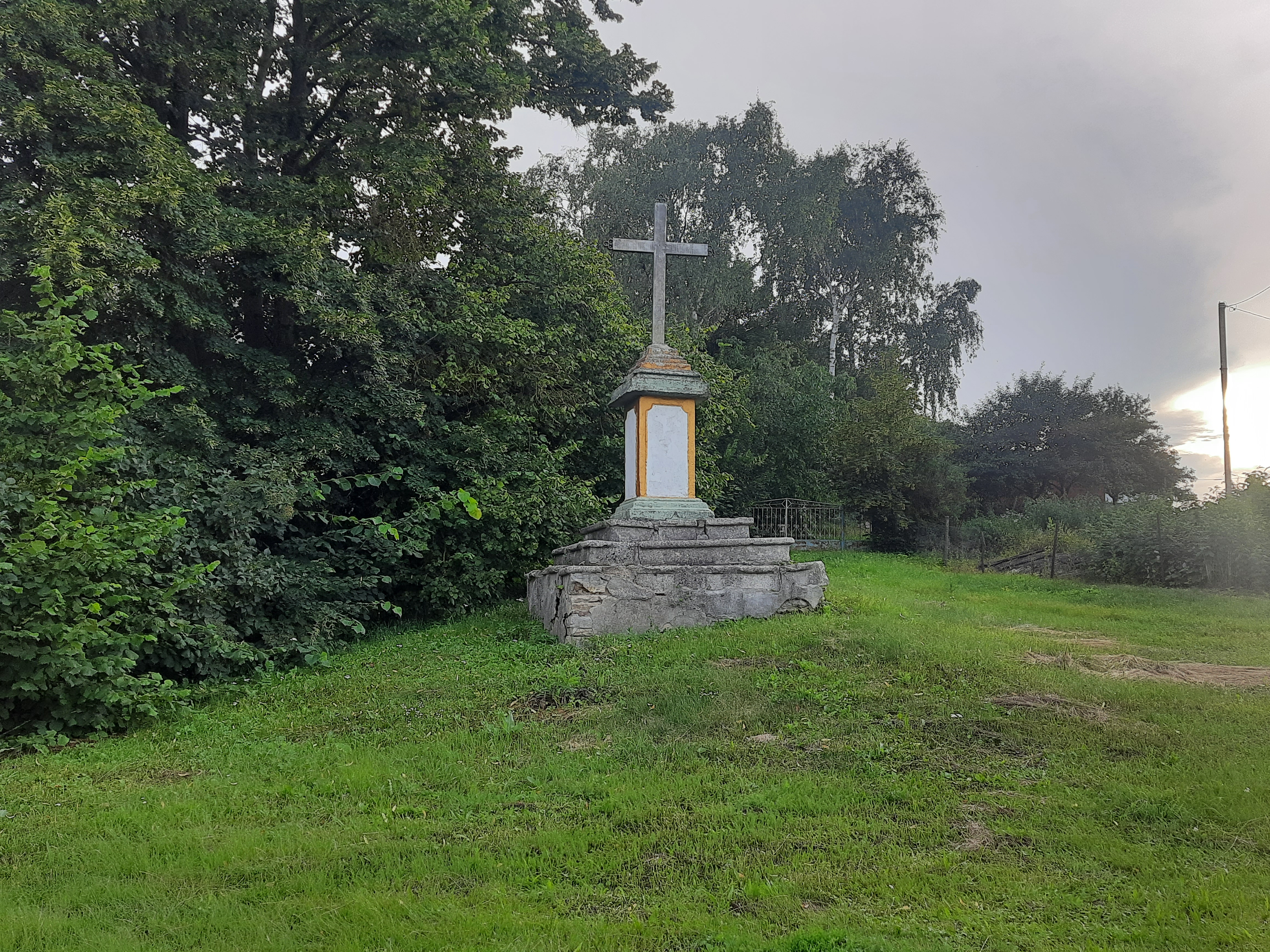
Пам'ятний хрест
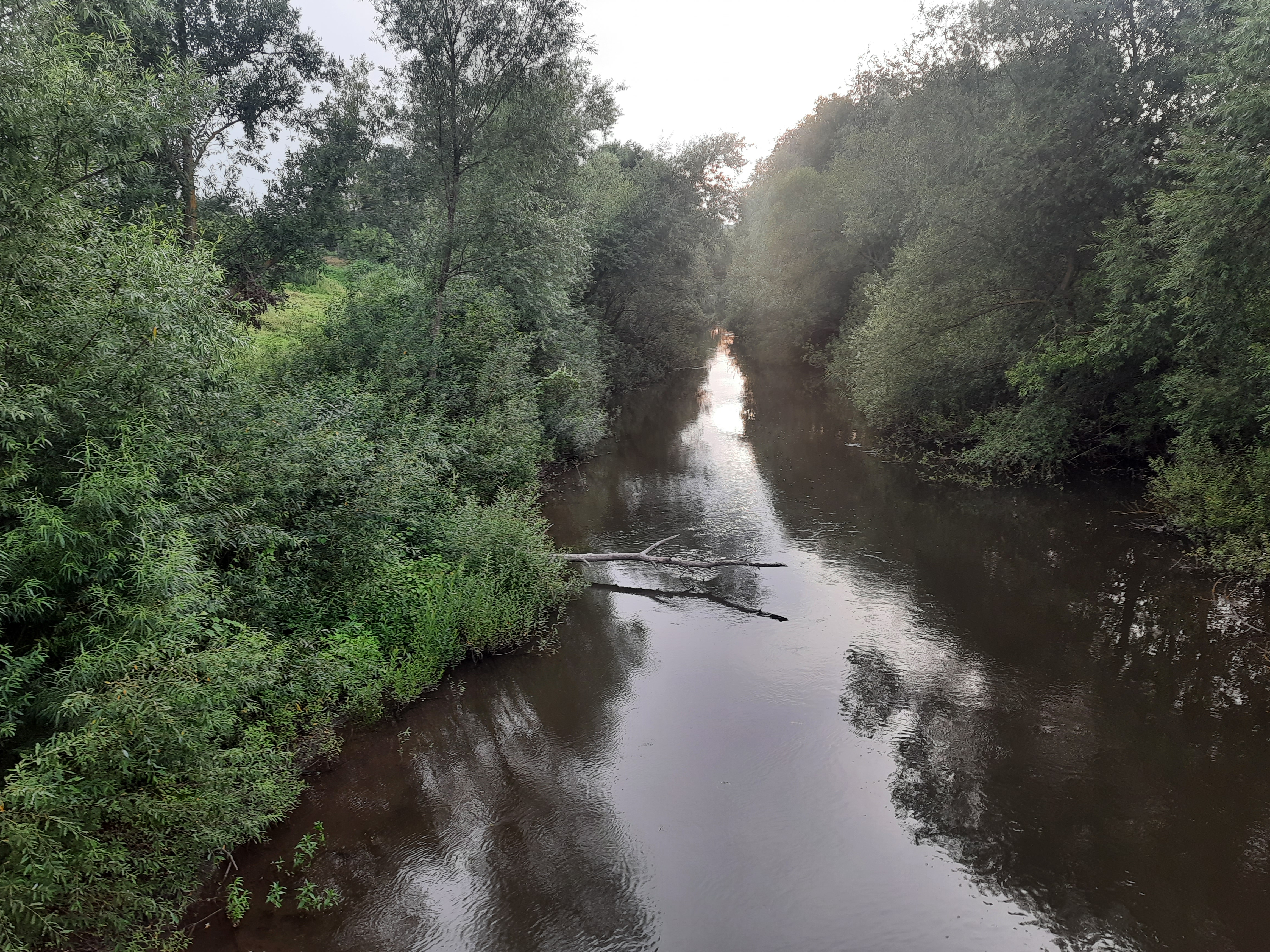
Річка Стрипа біля села